# Roger Ducret
Pour les articles homonymes, voir Ducret.

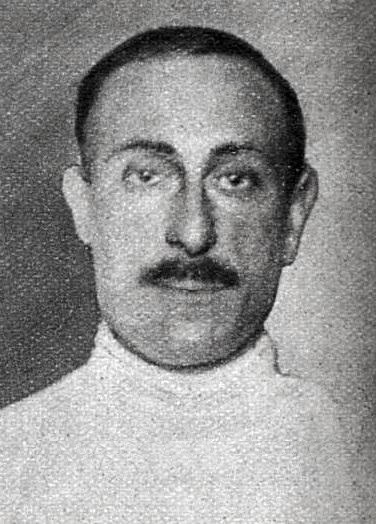
Roger Ducret en 1924.

Roger François Ducret, né le 2 avril 1888 à Paris et mort le 10 janvier 1962 à Beaumont-en-Véron, est un escrimeur français. Membre de l'équipe de France de fleuret, de sabre et d'épée, il réussit l'exploit (avec Lucien Gaudin, argent au sabre en 1920, or au fleuret et à l'épée en 1928) d'être médaillé dans ces trois disciplines lors des Jeux olympiques. Un autre escrimeur français, Georges Trombert a obtenu les médailles dans les 3 armes en tant qu'équipier (argent au fleuret et au sabre, bronze à l'épée, en 1920). 
Roger Ducret est, avec Philippe Cattiau, l'athlète français le plus médaillé aux Jeux olympiques avec 8 médailles au total. Il lui a été décerné le titre de « Gloire du sport ».
Roger Ducret a aussi établi le record français de médailles en une olympiade, avec 5 médailles en 1924 (or au fleuret individuel, au fleuret en équipe, à l'épée en équipe, argent à l'épée en individuel et au sabre en individuel),  égalé 98 ans plus tard par Quentin Fillon Maillet en biathlon aux Jeux de Pékin 2022
Au terme de sa carrière, il fut notamment journaliste au Figaro et à l'Écho des sports.

## Biographie
Roger Ducret commence l'escrime à l'âge de dix ans. Champion de France de fleuret et d'épée à plusieurs reprises, il obtient les deux titres nationaux en 1924. Qualifié en finale du tournoi olympique de fleuret individuel, Roger Ducret remporte la médaille d'or olympique en terminant premier du classement général du tournoi avec sept victoires pour aucune défaite, dominant ses compatriotes Jacques Coutrot (5 à 1) et Philippe Cattiau (5 à 4), médaillé d'argent, ou encore le Belge Maurice Van Damme (5 à 3), médaillé de bronze,. À 36 ans, l'escrimeur français remporte sa deuxième médaille olympique individuelle après le bronze en 1920.

## Palmarès

### Jeux olympiques
Roger Ducret est triple champion olympique en 1924 et remporte 5 médailles sur les 38 françaises lors d'uniques Jeux olympiques.
- Médaille d'or individuelle en fleuret en 1924
- Médaille d'or en épée par équipes en 1924
- Médaille d'or en fleuret par équipes en 1924
- Médaille d'argent individuelle en épée en 1924
- Médaille d'argent individuelle au sabre en 1924
- Médaille d'argent en fleuret par équipes en 1928
- Médaille d'argent en fleuret par équipes en 1920
- Médaille de bronze individuelle au fleuret en 1920

### Championnats du monde
- Médaille de bronze individuelle à l'épée en 1923

### Grande semaine d'escrime
- 1914 (mai, aux Tuileries) Vainqueur du tournoi à l'épée amateurs[4]